# Acropteris iphiata
Acropteris iphiata är en fjärilsart som beskrevs av Achille Guenée. Acropteris iphiata ingår i släktet Acropteris och familjen Uraniidae. Inga underarter finns listade i Catalogue of Life.